# Krimmeri
Le Krimmeri – litt. « Rhin tordu » en alsacien – est un bras non canalisé de la rive droite de l'Ill. À Strasbourg, en été, son apport représente un tiers du débit de l'Ill.

## Étymologie
Krimmeri vient de krumme Rhyn qui signifie « Rhin tordu » en alsacien (ou « krummer Rhein » en allemand) et qui a aussi donné « Rhin Tortu ».

## Géographie
De 21,7 km de longueur